# NGC 3788
NGC 3788 (również PGC 36160 lub UGC 6623) – galaktyka spiralna z poprzeczką (SBab/P), znajdująca się w gwiazdozbiorze Wielkiej Niedźwiedzicy. Odkrył ją John Herschel 29 kwietnia 1827 roku. Wraz z NGC 3786 tworzy parę skatalogowaną jako Arp 294 w Atlasie Osobliwych Galaktyk Haltona Arpa.